# Antonia Bernath
Antonia Bernath est une actrice anglaise, née dans les années 1980 à Westminster, Londres.

## Jeunesse et formation
Bien que née en Angleterre, Antonia Bernath grandit en Virginie, aux États-Unis. Elle déménage ensuite dans le comté du Wiltshire, en Angleterre, quand elle a douze ans. Elle fréquente la Godolphin School (en), une école indépendante pour filles située à Salisbury, avant d'étudier à l'Université de Cambridge. Elle quitte l'Université de Cambridge avant la fin de son cursus quand elle est admise à la Bristol Old Vic Theatre School.

## Carrière
Avant d'étudier à la Bristol Old Vic, Antonia Bernath fait partie de la National Youth Music Theatre et interprète divers rôles, y compris Guenièvre dans leur production Pendragon. Elle est aussi le visage de Johnson & Johnson, pour Clean and Clear (en), une campagne publicitaire internationale. Elle fait ses débuts à la télévision britannique dans un épisode spécial de Monarch of the Glen (en) dans le personnage de Becky Body.
Antonia Bernath fait ses premiers pas au cinéma dans Kisna - The Warrior Poet (2005), où elle interprète le rôle de Catherine. Elle est l'une des têtes d'affiche du film et la principale actrice anglaise dans cette fresque historique de Bollywood.
Depuis ses débuts, elle a acquis une certaine expérience à la télévision, notamment en jouant Priscilla Presley, en 2005, dans le téléfilm de CBS : Elvis : Une étoile est née. Au casting figurent plusieurs noms prestigieux, comme Jonathan Rhys Meyers, Randy Quaid et Robert Patrick. Elle joue par la suite dans les séries Heartbeat (en) et Holby City.
En 2007, elle intègre le casting de St Trinian's : Pensionnat pour jeunes filles rebelles où elle joue le rôle de Chloe, un membre du trio des "posh totty", aux côtés de Tamsin Egerton et Amara Karan ; toutefois elle n'apparaît pas dans le deuxième volet de St. Trinian's. Elle tient également un petit rôle dans le film de Richard Curtis, Good Morning England, qui remporte un certain succès.
En 2009, elle joue le rôle féminin principal de la nouvelle série ITV2, Trinity. Durant le tournage, elle côtoie Charles Dance, Christian Cooke, David Oakes ou encore Tom Hughes.
Récemment, Antonia Bernath est choisie pour jouer Jimi, la jeune sœur jalouse de Polly (Laura Fraser), dans le thriller britannique Cuckoo. Cuckoo est tourné a Londres et réalisé par Richard Bracewell.
En 2012, Antonia Bernath signe son retour au théâtre avec Les Chariots de feu, la pièce adaptée du film du même nom. Elle y joue Florence Mackenzie, la fiancée canadienne d'Eric Liddell.

## Vie privée
Bernath épouse Oliver Cockerham en 2015. Le couple a deux enfants.

## Filmographie
- 2003 : Monarch of the Glen (en) (série télévisée) : Becky Body (1 épisode)
- 2004 : The Afternoon Play (en) (série télévisée) : Kate Sullivan (1 épisode)
- 2004 - 2007 : Holby City (série télévisée) : Nikki Brown / Claudia Marsh (11 épisodes)
- 2005 : Elvis : Une étoile est née (série télévisée) : Priscilla Presley (2 épisodes)
- 2005 : Kisna - The Warrior Poet : Catherine
- 2006 : Heartbeat (en) (série télévisée) : Lucy Bellman (1 épisode)
- 2007 : St Trinian's : Pensionnat pour jeunes filles rebelles : Chloe
- 2009 : Trinity (série télévisée) : Charlotte Arc (8 épisodes)
- 2009 : Cuckoo : Jimi
- 2009 : Goal! 3 : Taking on the World : Britt
- 2009 : Good Morning England : Katie, la fille de la météo
- 2009 : Old Harry (court-métrage) : Mère
- 2009 : Slaughter : Cathy
- 2012 : Lykke (série télévisée) : Kate Dornay (5 épisodes)
- 2013 : Stalled : Heather
- 2013 : Soirée filles : Kim
- 2014 : Babylon (mini-série) : la journaliste (2 épisodes)
- 2015 : The Astronaut Wives Club (série télévisée) : Susan Borman (5 épisodes)
- 2015 : Star Wars: Battlefront (jeu vidéo) : voix
- 2015 : Downton Abbey (série télévisée) : Laura Edmunds (5 épisodes)
- 2016 : Dickensian (série télévisée) : Sally Compeyson (3 épisodes)
- 2016 : Wiedzmin 3: Dziki Gon Krew i wino (jeu vidéo) : Syanna (version anglaise, voix)
- 2016 : Zoobiquity (téléfilm) : Dr Susan Gibbs
- 2023 : Nolly (mini-série) : Jane Rossington